# Pouydesseaux
Pouydesseaux é uma comuna francesa na região administrativa da Nova Aquitânia, no departamento Landes. Estende-se por uma área de 34,22 km². Em 2010 a comuna tinha 941 habitantes (densidade: 27,5 hab./km²).